# Mercado da Ribeira

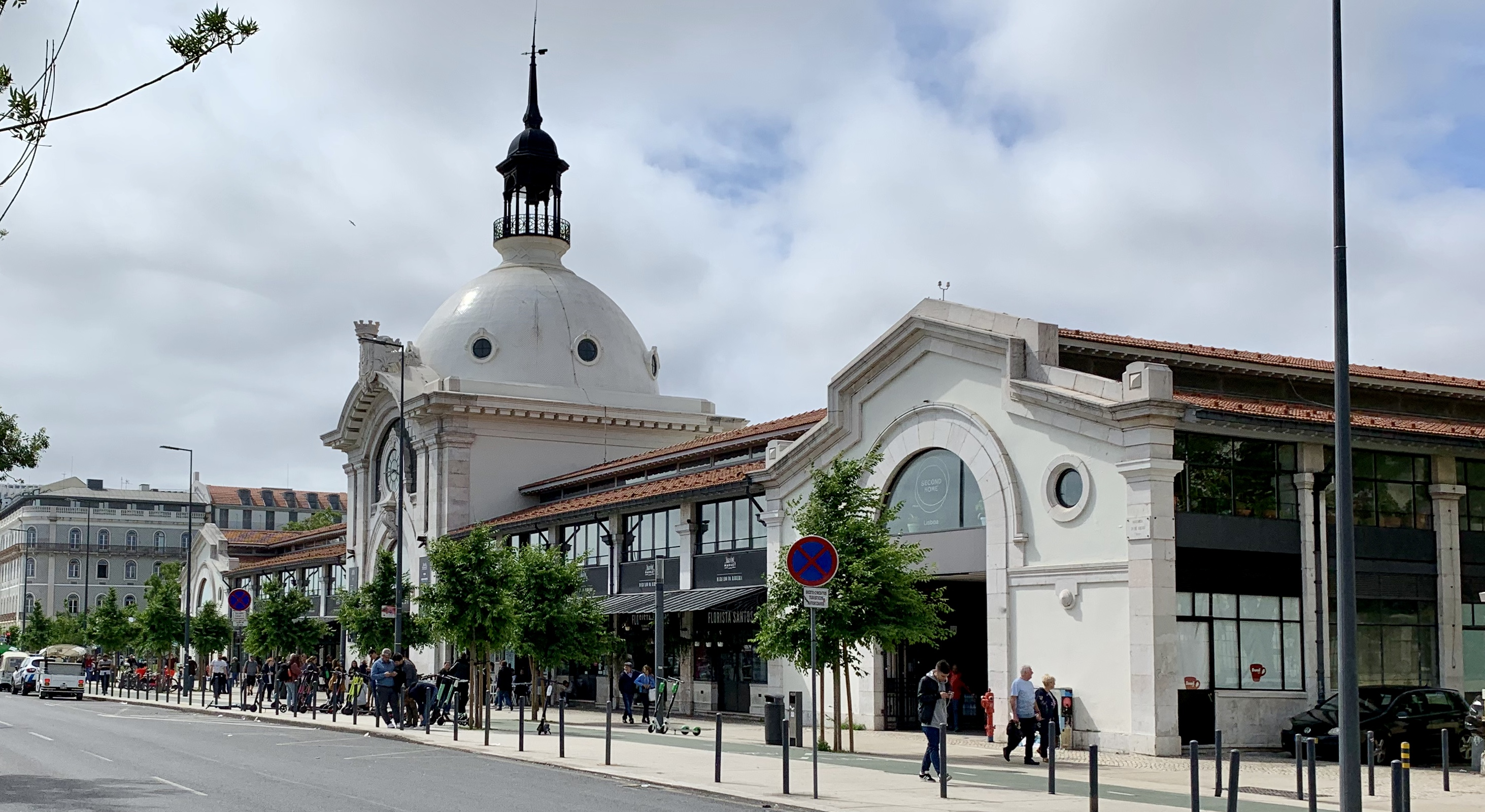
Mercado da Ribeira

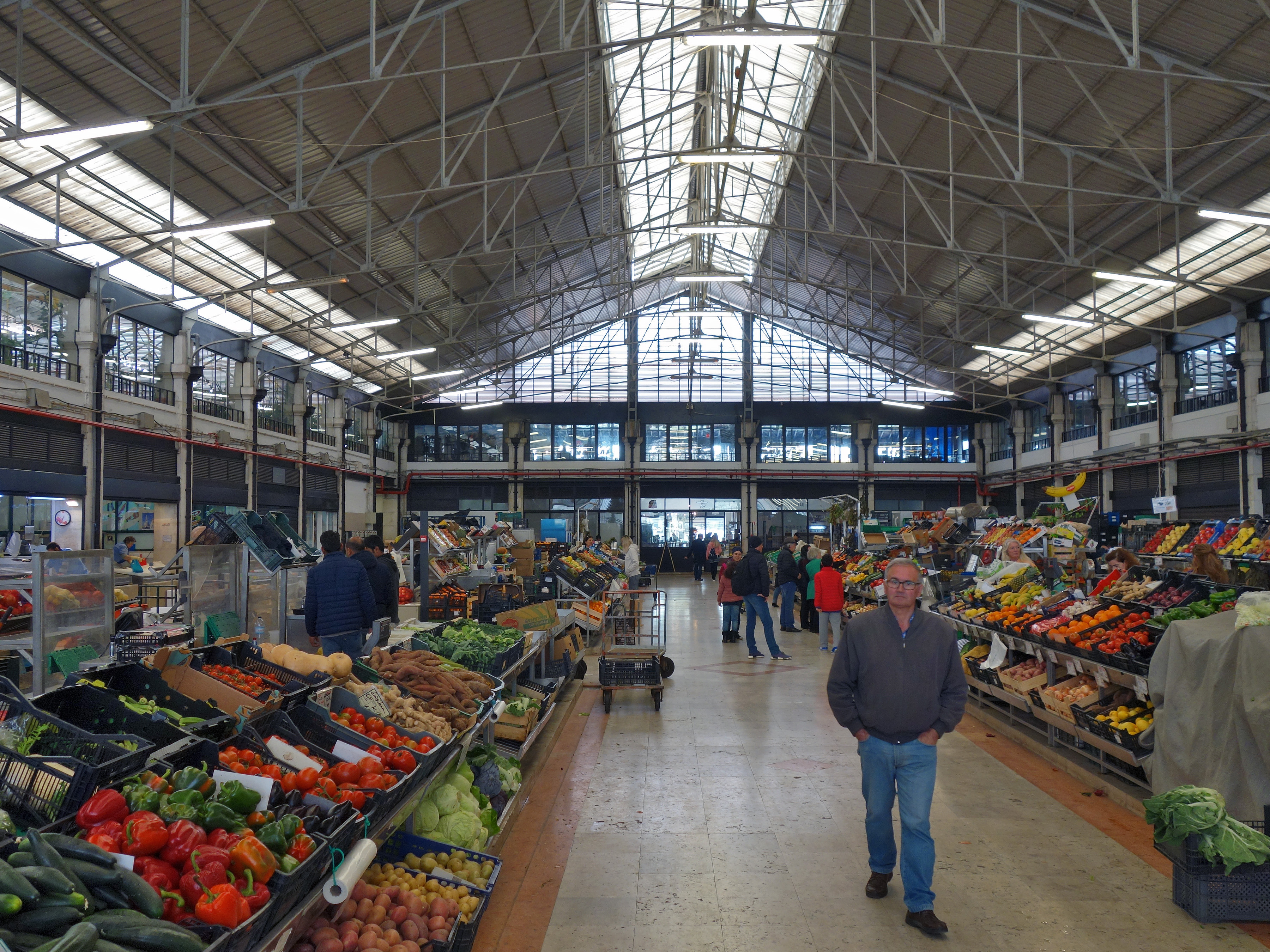
Osthalle mit dem traditionellen Markt, 2019

Der Mercado da Ribeira ist eine Markthalle an der Avenida 24 de Julho der portugiesischen Hauptstadt Lissabon, wo seit dem 19. Jahrhundert frischer Fisch, Gemüse und Obst verkauft wird. Er ist erreichbar mit allen öffentlichen Verkehrsmitteln der Carris über den Bahnhof Lissabon Cais do Sodré.

## Geschichte
Die Halle wurde ab 1876 nach Plänen des Ingenieurs Frederico Ressano Garcia am nördlichen Tejoufer in unmittelbarer Nähe zum Cais do Sodré errichtet und am 1. Januar 1882 eröffnet. Bei der Gestaltung verwandte Ressano Garcia Elemente der Eisenarchitektur. Ein Brand am 7. Juni 1893 zerstörte Teile der Ostseite des Marktes. Unter dem Architekten João Piloto wurde die Halle ab 1902 erweitert.
Ab Beginn der 1990er-Jahre wurde das erste Stockwerk des Gebäudes auf Betreiben der Stadtverwaltung zu einem Kulturzentrum umgebaut. Dort finden seither verschiedene musikalische Veranstaltungen statt.
Nach einem allmählichen Niedergang suchte die Stadt 2010 mit einer Ausschreibung einen neuen Betreiber zur Wiederbelebung des Marktes. Den Zuschlag erhielt das Lissaboner Livestyle-Magazin Time Out Lisboa. Im Jahr 2014 wurde der Westflügel der Markthalle völlig neu gestaltet: 35 Food-Stände um den zentralen Innenraum mit Holzbänken und -tischen bieten  Fast Food, Nouvelle Cuisine sowie traditionelle portugiesische Küche, der Schwerpunkt liegt vor allem auf regionalen Produkten. Nach dem sehr erfolgreichen Konzept werden 2019 von Time Out inzwischen international acht weitere Märkte in Europa und den USA betrieben. Neben dem neuen gastromischen Bereich wird die Osthalle weiterhin als klassische Markthalle mit Marktständen für Obst, Gemüse, Fleisch und Fisch genutzt.